# 1995. évi nyári európai ifjúsági olimpiai napok
Az 1995. évi nyári európai ifjúsági olimpiai napok, hivatalos nevén a III. nyári európai ifjúsági olimpiai napok egy több sportot magába foglaló nemzetközi sportesemény, melyet 1995. július 9. és július 14. között rendeztek Bathban, Nagy-Britanniában.

## Részt vevő nemzetek
Az alábbi 47 nemzet képviseltette magát a sporteseményen:
- Albánia
- Andorra
- Ausztria
- Azerbajdzsán
- Belgium
- Bosznia-Hercegovina
- Bulgária
- Ciprus
- Csehország
- Dánia
- Észtország
- Fehéroroszország
- Finnország
- Franciaország
- Görögország
- Grúzia
- Hollandia
- Horvátország
- Izland
- Izrael
- Írország
- Jugoszlávia
- Lengyelország
- Lettország
- Liechtenstein
- Litvánia
- Luxemburg
- Észak-Macedónia
- Magyarország
- Málta
- Moldova
- Egyesült Királyság
- Németország
- Norvégia
- Olaszország
- Oroszország
- Örményország
- Portugália
- Románia
- San Marino
- Spanyolország
- Svájc
- Svédország
- Szlovákia
- Szlovénia
- Törökország
- Ukrajna

## A magyar érmesek
| Érem  | Versenyző            | Sportág   | Versenyszám     |
| ----- | -------------------- | --------- | --------------- |
| Arany | Szabó Nikolett       | Atlétika  | Gerelyhajítás   |
| Arany | Nagy Viktória        | Cselgáncs | 48 kg           |
| Ezüst | Győrffy Dóra         | Atlétika  | Magasugrás      |
| Ezüst | Till Regina          | Cselgáncs | 52 kg           |
| Ezüst | Káldi Krisztina      | Úszás     | 400 m vegyes    |
| Bronz | Szabó Enikő          | Atlétika  | 200 m síkfutás  |
| Bronz | Gróf Andrea          | Atlétika  | 400 m síkfutás  |
| Bronz | Szentgyörgyi Katalin | Atlétika  | 1500 m síkfutás |
| Bronz | Vágó Dániel          | Úszás     | 100 m hát       |
| Bronz | Káldi Krisztina      | Úszás     | 200 m vegyes    |

## Éremtáblázat
| Az 1995. évi nyári európai ifjúsági olimpiai napok éremtáblázata | Az 1995. évi nyári európai ifjúsági olimpiai napok éremtáblázata | Az 1995. évi nyári európai ifjúsági olimpiai napok éremtáblázata | Az 1995. évi nyári európai ifjúsági olimpiai napok éremtáblázata | Az 1995. évi nyári európai ifjúsági olimpiai napok éremtáblázata | Olimpia  |
| ---------------------------------------------------------------- | ---------------------------------------------------------------- | ---------------------------------------------------------------- | ---------------------------------------------------------------- | ---------------------------------------------------------------- | -------- |
|                                                                  | Ország                                                           | Arany                                                            | Ezüst                                                            | Bronz                                                            | Összesen |
| 1.                                                               | Egyesült Királyság                                               | 24                                                               | 10                                                               | 8                                                                | 42       |
| 2.                                                               | Oroszország                                                      | 12                                                               | 8                                                                | 7                                                                | 27       |
| 3.                                                               | Románia                                                          | 8                                                                | 8                                                                | 7                                                                | 23       |
| 4.                                                               | Spanyolország                                                    | 5                                                                | 5                                                                | 8                                                                | 18       |
| 5.                                                               | Franciaország                                                    | 5                                                                | 4                                                                | 5                                                                | 14       |
| 6.                                                               | Izrael                                                           | 4                                                                | 1                                                                | 1                                                                | 6        |
| 7.                                                               | Ukrajna                                                          | 3                                                                | 5                                                                | 8                                                                | 16       |
| 8.                                                               | Lengyelország                                                    | 2                                                                | 4                                                                | 3                                                                | 9        |
|                                                                  | Olaszország                                                      | 2                                                                | 4                                                                | 3                                                                | 9        |
| 10.                                                              | Belgium                                                          | 2                                                                | 4                                                                | 1                                                                | 7        |
| 11.                                                              | Magyarország                                                     | 2                                                                | 3                                                                | 5                                                                | 10       |
| 12.                                                              | Fehéroroszország                                                 | 2                                                                | 1                                                                | 5                                                                | 8        |
| 13.                                                              | Szlovákia                                                        | 2                                                                | 1                                                                | 3                                                                | 6        |
| 14.                                                              | Litvánia                                                         | 2                                                                | 0                                                                | 0                                                                | 2        |
| 15.                                                              | Hollandia                                                        | 1                                                                | 4                                                                | 5                                                                | 10       |
| 16.                                                              | Görögország                                                      | 1                                                                | 2                                                                | 3                                                                | 6        |
|                                                                  | Svédország                                                       | 1                                                                | 2                                                                | 3                                                                | 6        |
| 18.                                                              | Németország                                                      | 1                                                                | 1                                                                | 4                                                                | 6        |
| 19.                                                              | Grúzia                                                           | 1                                                                | 1                                                                | 3                                                                | 5        |
| 20.                                                              | Észtország                                                       | 1                                                                | 1                                                                | 2                                                                | 4        |
|                                                                  | Törökország                                                      | 1                                                                | 1                                                                | 2                                                                | 4        |
| 22.                                                              | Svájc                                                            | 1                                                                | 1                                                                | 0                                                                | 2        |
| 23.                                                              | Horvátország                                                     | 1                                                                | 0                                                                | 3                                                                | 4        |
| 24.                                                              | Bulgária                                                         | 1                                                                | 0                                                                | 0                                                                | 1        |
|                                                                  | Finnország                                                       | 1                                                                | 0                                                                | 0                                                                | 1        |
|                                                                  | Portugália                                                       | 1                                                                | 0                                                                | 0                                                                | 1        |
| 27.                                                              | Szlovénia                                                        | 0                                                                | 4                                                                | 3                                                                | 7        |
| 28.                                                              | Írország                                                         | 0                                                                | 4                                                                | 1                                                                | 5        |
| 29.                                                              | Ausztria                                                         | 0                                                                | 3                                                                | 4                                                                | 7        |
| 30.                                                              | Norvégia                                                         | 0                                                                | 1                                                                | 1                                                                | 2        |
| 31.                                                              | Azerbajdzsán                                                     | 0                                                                | 1                                                                | 0                                                                | 1        |
|                                                                  | Ciprus                                                           | 0                                                                | 1                                                                | 0                                                                | 1        |
| 33.                                                              | Jugoszlávia                                                      | 0                                                                | 0                                                                | 2                                                                | 2        |
|                                                                  | Lettország                                                       | 0                                                                | 0                                                                | 2                                                                | 2        |
| 35.                                                              | Dánia                                                            | 0                                                                | 0                                                                | 1                                                                | 1        |
|                                                                  |                                                                  |                                                                  |                                                                  |                                                                  |          |
| Összesen                                                         | Összesen                                                         | 87                                                               | 85                                                               | 103                                                              | 275      |